# Шихабылово
Шихабы́лово (чув. Аслӑ Пинер) — деревня Урмарского района Чувашской Республики. В рамках организации местного самоуправления входит с 2023 года в Урмарский муниципальный округ. До 2023 года — административный центр Шихабыловского сельского поселения. Население 690 человек (2015), преимущественно чуваши.

## География
Расположен в северо-восточной части региона, в пределах Чувашского плато, на реке Средний Аниш, на расстоянии 56 км от Чебоксар, 9 км до райцентра Урмары.

### Климат
В деревне, как и во всём районе, климат умеренно континентальный с продолжительной холодной зимой и довольно тёплым сухим летом. Средняя температура января −13 °C; средняя температура июля 18,7 °C. За год выпадает в среднем 400 мм осадков, преимущественно в тёплый период. Территория относится к I агроклиматическому району Чувашии и характеризуется высокой теплообеспеченностью вегетационного периода: сумма температур выше +10˚С составляет здесь 2100—2200˚.

## Топоним
Исторические названия: Пинерево на Пинере (в перечневой книге по Свияжскому уезду от 1647—1651 годов).

## История
Пинер и Малые Чаки — по писцовой книге Свияжского уезда 1649 годов считались поселениями служилых татар, а по ревизии 1746 года — служивых чуваш.
С 1724—1866 годов населяли деревню чувашские государственные крестьяне.
В 1931 образован колхоз «Молотов».

### Административно-территориальная принадлежность
Деревня с XVIII века — 1927 год находилась в составе Андреевской волости Свияжского уезда, Яниково-Шоркистринской волости Цивильского уезда, Урмаского района — с 1927 года.
Входила деревня (с 2004 до 2023 гг.) в состав Шихабыловского сельского поселения муниципального района Урмарский район.
К 1 января 2023 года обе муниципальные единицы упраздняются и деревня входит в Урмарский муниципальный округ.

## Население
| 2010 | 2012 | 2015 |
| ---- | ---- | ---- |
| 702  | ↗882 | ↘690 |

### Историческая численность населения
В 1721—227 муж.; 1747—447 муж.; 1795—105 дворов, 507 муж., 519 жен.; 1858—531 муж., 542 жен.; 1897—709 муж., 675 жен.; 1926—279 дворов, 536 муж., 615 жен.; 1939—618 муж., 711 жен.; 1979—555 муж., 690 жен.; 2002—289 дворов, 825 чел.: 411 муж., 414 жен.; 2010—234 частных домохозяйства, 702 чел.: 357 муж., 345 жен.

## Инфраструктура
Личное подсобное хозяйство. Основа экономики — сельское хозяйство , действует ООО "Агрофирма «Арабоси» (2010).
Шихабыловская основная общеобразовательная школа, клуб, библиотека, ФАП, спортплощадка и стадион, магазины.

## Транспорт
Деревня доступна автотранспортом.